# یاش-کوچ
یاش-کوچ (انگلیسی: Yash-Kuch) یک شهرک در شهرستان چکماگوشفسکی باشقیرستان کشور روسیه است.